# Lithobius dentatus

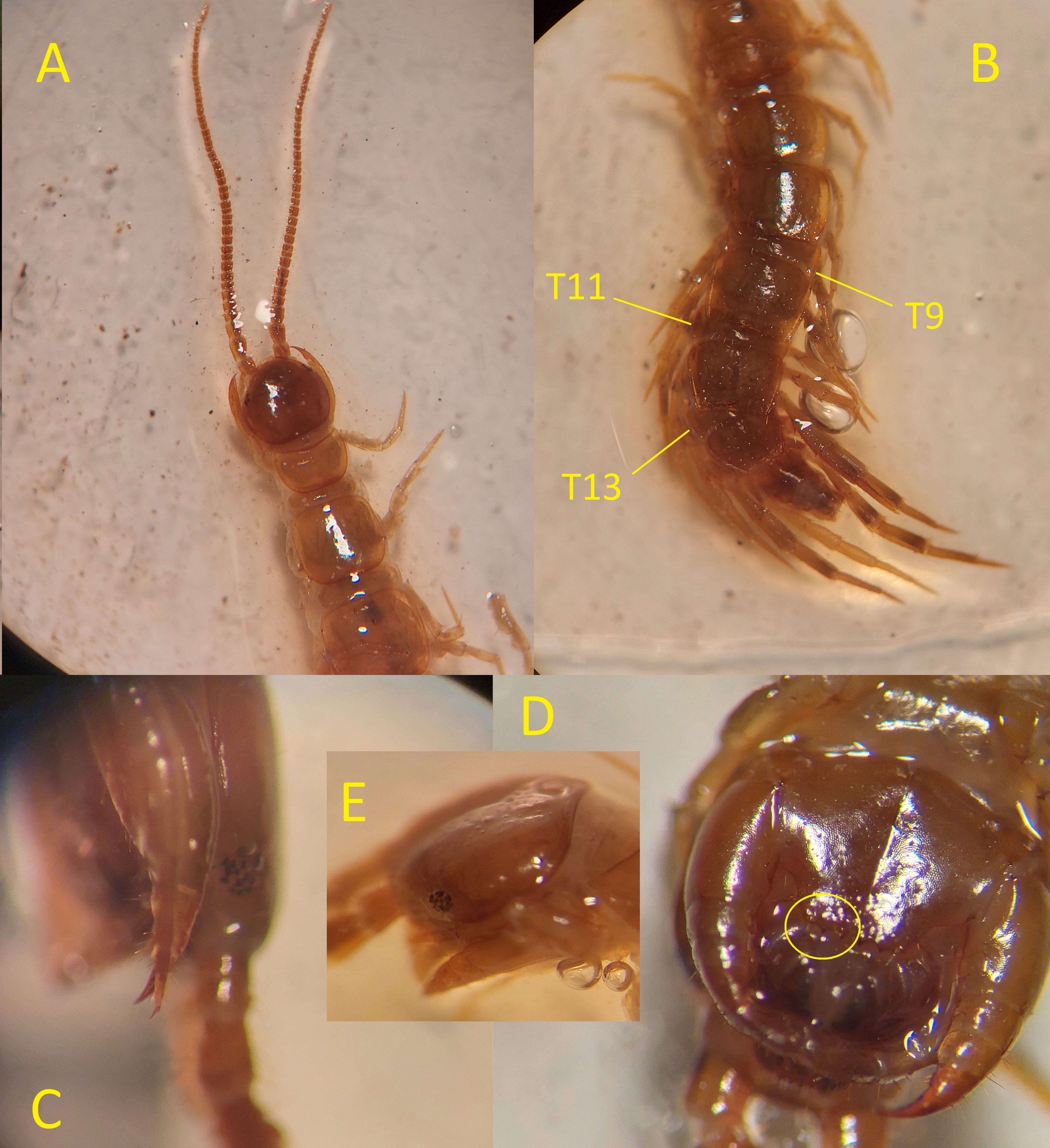
Detailansicht verschiedener für die Bestimmung wichtiger Bereiche von Steinläufern bei L. dentatus: A = Antenne mit auffallend vielen Gliedern, B = Die Tergite 9, 11 und 13 sind an den Ecken spitz ausgezogen, C und E = Das Augenfeld mit größeren Ocellen und mehreren Ocellenreihen, D = Die Kieferfußplatte mit 2 Zähnen auf gleicher Höhe und einer breiten Schulter neben dem äußeren Zahn, die breiter ist als die Lücke zwischen den beiden Zähnen

Lithobius dentatus ist eine zentraleuropäisch verbreitete Art der zu den Hundertfüßern gehörenden Steinläufer.

## Merkmale und Ähnliche Arten
Die Körperlänge beträgt 10–18 mm, der Körper ist stark spindelförmig, gedrungen und um das Tergit 10 herum am breitesten. Die Körperfarbe ist gelbbraun bis bräunlich, der Körper ist stark glänzend. Die lange Antenne ist normal gefärbt (das Endglied ist weder länger und heller, noch ist sie dunkler gefärbt mit einer helleren Spitze) und besteht aus 47–62 Gliedern. Somit besitzt L. dentatus von allen heimischen Steinläufern die meisten Antennenglieder. Ähnliche Antennenmerkmale haben in Deutschland Eupolybothrus grossipes (max. 58 Glieder), Lithobius calcaratus, Lithobius lucifugus und Lithobius punctulatus (max. 50 Glieder) sowie Lithobius mutabilis (max. 49 Glieder) und Eupolybothrus tridentatus (max. 47 Glieder). Die Kopfspitze und Augenpartie können dunkler gefärbt sein als der Rest des Kopfes oder Körpers, können aber auch gleich gefärbt sein. Das Augenfeld besteht aus 4–6 Reihen von Einzelaugen, von denen das hinterste Einzelauge deutlich größer ist als die restlichen Einzelaugen. Auch in diesem Merkmal ähnelt die Art L. lucifugus und L. punctulatus. An den posteriolateralen Enden der Tergite 9, 11 und 13 befinden sich nach hinten gerichtete, dreieckige Fortsätze. Dieses Merkmal weist auch die sehr bekannte Art Lithobius forficatus auf, die ansonsten gut von L. dentatus zu unterscheiden ist. Mit einer Kombination der bisher genannten Merkmale lässt sich Lithobius dentatus bereits mit keiner anderen heimischen Art verwechseln. Auf der Kieferfußplatte kommt es seitlich der 2 bis selten 3 Zähne zu einer Schulterbildung, bei der die Schulter breiter ist als der Abstand zwischen den Zähnen. Die Zähne befinden sich etwa auf gleichem Niveau. Auf den Rückenplatten kann ein dunkler Mittelstreifen vorhanden sein, er kann aber auch fehlen. Das erste Beinpaar ist normal wie die darauffolgenden gestaltet und bedornt. Die Rückenplatten sind glatt, die Hüftporen kreisrund und die Klaue am Endglied des letzten Beinpaares doppelt (mit Nebenklaue). Eine weitere ähnliche Art ist Lithobius melanops. Bei ihr sind die ab den Tergiten-Fortsätzen genannten Merkmale gleich, es unterscheiden sich jedoch die Antennen. Außerdem weist das letzte Beinpaar (15) der Männchen bei L. dentatus als Sonderbildung Furchen/Längsmulden auf, bei L. melanops finden sich keine Sonderbildungen. Die Gonopoden der Weibchen weisen bei L. dentatus 2 Sporen auf, bei L. melanops können es 2 bis 3 sein. Zudem ist die Gonopodenklaue bei L. dentatus dreizackig und bei L. melanops zweizackig. Bei L. dentatus finden sich des Weiteren Borsten auf der Innenseite des 1. Gonopodenglieds (dorsomedial), die bei L. melanops fehlen. Bei beiden Arten sind die Sporen der Gonopoden konisch geformt. Weitere Merkmale von Lithobius dentatus sind eine tiefe Mittelkerbe auf der Kieferfußplatte, ein leichter Höcker innenseitig auf dem Basalglied der Kieferfüße, ein wenig verdicktes letztes Beinpaar und fehlende Coxaldornen.

## Verbreitung und Lebensraum
Lithobius dentatus ist in Zentraleuropa verbreitet. Vorkommen sind bekannt aus dem östlichen Frankreich, aus Belgien, Luxemburg, den Niederlanden, der Schweiz, Italien (Ligurien, Umbrien, Sardinien), Deutschland, Österreich, Polen, Tschechien, Ungarn und Bosnien und Herzegowina.
In Deutschland ist die Art in den meisten Regionen verbreitet. Sie fehlt in Schleswig-Holstein, Mecklenburg-Vorpommern und im Saarland. Nördlich der Mittelgebirge gibt es weniger Fundstellen als im übrigen Teil des Landes. Auch in Österreich ist die Art aus allen Landesteilen bekannt, fehlt aber in höheren alpinen Lagen.
Als Lebensraum werden Wälder und Feldgehölze bevorzugt.
In Deutschland gilt die häufige Art als ungefährdet.

## Lebensweise
Die meisten Funde der Art gelangen zwischen März und November.

## Taxonomie
Synonyme der Art lauten Lithobius alpestris Latzel, 1880, Lithobius collicolus Verhoeff, 1935, Lithobius helveticorum Verhoeff, 1935 und Lithobius immutabilis L.Koch, 1862. Die Art gehört innerhalb der Gattung Lithobius zur Untergattung Lithobius.